# Ken Livingstone
Kenneth Robert Livingstone (født 17. juni 1945 i Tulse Hill, London) er en britisk politiker, som var borgmester i London, fra denne post blev oprettet i 2000, indtil han tabte den til Boris Johnson i 2008. Han var tidligere leder af Rådet for Storlondon fra 1981, indtil det blev nedlagt af Margaret Thatcher i 1986. Herefter blev han medlem af parlamentet for Brent East, men han brød sig ikke om landspolitik og havde lille indflydelse i Underhuset. 
Livingstone gik under øgenavnet Red Ken fra de tidlige 1980'ere pga. sine venstreorienterede synspunkter. Han er medlem af Labour, men blev oprindeligt valgt som borgmester for det nyoprettede Greater London Authority som uafhængig kandidat, da han ikke kunne opnå nominering fra partiet til borgmestervalget i London 2000. I januar 2004 blev han genoptaget i partiet og var den officielle Labour-kandidat til borgmestervalget i London 2004. Han var også kandidat i 2008 og 2012, men tabte begge gange til Boris Johnson.
Ken Livingstone indførte i 2003 road pricing, som har betydet en formindskelse af biltrafikken og en forbedring af den kollektive trafik i London. Han stod også bag indførelsen af rejsekortet Oyster card, der kan anvendes i hele den offentlige transport i byen.
Han er forfatter til to selvbiografier - If Voting Changed Anything, They'd Abolish It fra 1987 og You Can't Say That fra 2012.
| Efterfulgte: Nyt embede | Borgmesteren i London 2000–2008 | Efterfulgtes af: Boris Johnson |